# Cenaclul de proză Junimea
Cenaclul de proză "Junimea" a fost un cenaclu literar al clubului studențesc "Universitas" din București condus de criticul și istoricul literar Ovid S. Crohmălniceanu.

## Istorie
Cenaclul și-a desfășurat activitatea în anii 1980. A reprezentat nucleul prozei noii generații, denumită generic și "Generația ’80". Aici au debutat și și-au citit textele literare tinerii prozatori de-atunci Mircea Cărtărescu, Ioan Mihai Cochinescu, George Cușnarencu, Nicolae Iliescu, Mircea Nedelciu, Sorin Preda și alții. Volumul antologic cel mai reprezentativ editat de membrii acestui cenaclu, sub coordonarea lui Ovid S. Crohmălniceanu a fost "Desant '83". Cei mai mulți dintre membrii Cenaclului de proză "Junimea" au fost interziși de cenzura epocii comuniste și și-au publicat operele după revoluția din 1989.

## Membri
Prozatori optzeciști
- Mircea Cărtărescu
- Ioan Mihai Cochinescu
- Anca-Delia Comăneanu
- Gheorghe Crăciun
- George Cușnarencu
- Nicolae Iliescu
- Mircea Nedelciu
- Sorin Preda
- Hanibal Stănciulescu
- Cristian Teodorescu
- Ioan Groșan
- Nicolae Stan
- Constantin Stan

Critici literari optzeciști
- Radu Călin Cristea
- Ion Bogdan Lefter